# Зґнілоха
Зґнілоха (пол. Zgniłocha, нім. Gimmendorf) — село в Польщі, у гміні Пурда Ольштинського повіту Вармінсько-Мазурського воєводства.
Населення — 158 осіб (2011).
У 1975-1998 роках село належало до Ольштинського воєводства.

## Демографія
Демографічна структура станом на 31 березня 2011 року:
|          | Загалом | Допрацездатний вік | Працездатний вік | Постпрацездатний вік |
| -------- | ------- | ------------------ | ---------------- | -------------------- |
| Чоловіки | 73      | 14                 | 50               | 9                    |
| Жінки    | 85      | 16                 | 54               | 15                   |
| Разом    | 158     | 30                 | 104              | 24                   |